# Домброва (гміна Бартошице)
Домброва (пол. Dąbrowa, нім. Damerau) — село в Польщі, у гміні Бартошиці Бартошицького повіту Вармінсько-Мазурського воєводства.
Населення — 300 осіб (2011).

## Демографія
Демографічна структура станом на 31 березня 2011 року:
|          | Загалом | Допрацездатний вік | Працездатний вік | Постпрацездатний вік |
| -------- | ------- | ------------------ | ---------------- | -------------------- |
| Чоловіки | 150     | 27                 | 109              | 14                   |
| Жінки    | 150     | 34                 | 85               | 31                   |
| Разом    | 300     | 61                 | 194              | 45                   |